# Seymour Papert

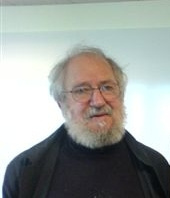
Seymour Papert

Seymour Papert (sinh ngày 29 tháng 2 năm 1928 tại Pretoria, Nam Phi, mất ngày 31 tháng 7 năm 2016) từng là giáo sư toán học, khoa học máy tính tại Viện Công nghệ Massachusetts (MIT).
Ngày 7 tháng 12 năm 2006, khi đi qua một ngã tư tại Hà Nội, Việt Nam, ông bị một chiếc xe máy đâm phải. Ông được đưa ngay vào bệnh viện để phẫu thuật não lấy các cục máu tụ . Sau hơn 1 tuần điều trị tại Bệnh viện Việt Pháp, ngày 16 tháng 12, Seymour Papert được đưa về Boston, Hoa Kỳ để tiếp tục chữa trị . Sau hơn một tháng điều trị, ông ra viện với trình trạng sức khỏe khả quan .
Hai vụ tai nạn liên tiếp do xe máy tại Hà Nội làm hai giáo sư - Seymour Papert bị chấn thương sọ não và Nguyễn Văn Đạo bị chết - đã dấy nên một phong trào hạn chế tai nạn giao thông ở Việt Nam, nhất là ở lứa tuổi thanh thiếu niên .